# Rhus stenophylla
Rhus stenophylla là một loài thực vật có hoa trong họ Đào lộn hột. Loài này được Eckl. & Zeyh. miêu tả khoa học đầu tiên.